# دوغ فلاش
دوغ فلاش (بالإنجليزية: Doug Flach)‏ مواليد 10 أغسطس 1970 في سانت لويس، هو لاعب كرة مضرب أمريكي سابق بدأ مسيرته كمحترف سنة 1987، اعتزل اللعب في 1999. فاز فلاتش بلقبي زوجي خلال مسيرته. بلغ أعلى مرتبة فردي له في رابطة محترفي التنس يوم 21 مارس 1994، عندما وصل الترتيب رقم 108. هزم الاميركي أندريه أغاسي (المصنف الثالث) في الجولة الأولى في بطولة ويمبلدون في عام 1996 لكنه خسر في الدور الثالث. هزم أيضا أغاسي عام 1997 في واشنطن العاصمة.

## روابط خارجية
- دوغ فلاش على موقع رابطة محترفي التنس (الإنجليزية)
- دوغ فلاش على موقع الاتحاد الدولي لكرة المضرب (الإنجليزية)
- دوغ فلاش على موقع خلاصة التنس.كوم (الإنجليزية)